# بروتوكول التطبيقات اللاسلكية

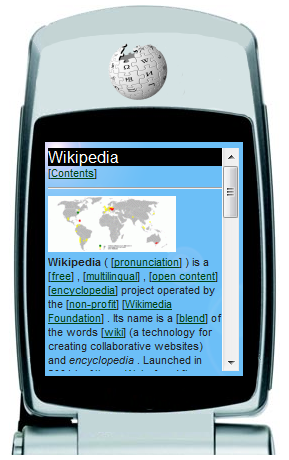

بروتوكول التطبيقات اللاسلكية (بالإنجليزية:  Wireless Application Protocol)‏ اختصاراً WAP، هو معيار عالمي مفتوح للتطبيقات التي تستخدم التواصل اللاسلكي.
وظيفته الأساسية هي تمكين الاتصال بالإنترنت من خلال [[هاتف
نقال]] أو جهاز PDA.
يزود متصفح WAP كل الخدمات الأساسية التي يزودها متصفح وب في حاسوب
عادي ولكن بطريقة مبسطة تتلاءم مع إمكانيات وحدود الهاتف
النقال.
مواقع WAP هي عبارة عن مواقع مكتوبة بلغة WML أو
محولة ديناميكياً إلى هذه اللغة، ليمكن الوصول إليها من خلال متصفح WAP.
كثير من نشاطات الإنترنت اليوم أصبحت متاحة للأجهزة اللاسلكية عن طريق
نظام التطبيقات اللاسلكية، منها:
- بريد الهاتف النقال
- النتائج الرياضية
- عناوين الأخبار
- تحميل المقاطع الموسيقية
- الأخبار المالية وأحوال البورصة